# Guiomar Novaes
Guiomar Novaes (São João da Boa Vista, estado de São Paulo, Brasil, 28 de febrero de 1895 - São Paulo, Brasil, 7 de marzo de 1979) fue una pianista brasileña.

## Biografía
Guiomar Novaes nació el 28 de febrero de 1895 en São João da Boa Vista, en el estado de São Paulo (Brasil). Era la hija menor de una familia muy numerosa. Estudió con Antonietta Rudge Miller y Luigi Chiafarelli antes de ser aceptada como alumna de Isidor Philipp en el Conservatorio Nacional Superior de Música y de Danza de París en 1909. Ese año había 2 plazas en el Conservatorio para estudiantes extranjeros y 387 solicitantes. Giomar Novaes tuvo que interpretar ante un jurado que incluía a Gabriel Fauré, Claude Debussy y Moritz Moszkowski los "Grandes Études de Paganini" en mi mayor de Franz Liszt, la "Balada nº 3, Op. 47" de Frédéric Chopin y el "Carnaval" de Robert Schumann, obteniendo la primera plaza. Debussy escribió más tarde una carta dejando constancia de su asombro acerca de la pequeña niña brasileña que llegó a la estación y, olvidándose del público y el jurado, interpretó con enorme belleza y completamente absorta.
Su técnica e interpretación musical se habían formado cuando llegó a París. Una de las primeras piezas que interpretó para Philipp fue la "Sonata Les Adiex" de Ludwig van Beethoven. Philipp le dijo que había realizado el segundo movimiento demasiado rápido y que debía repetirlo más lentamente. Novaes lo repitió con algunas diferencias en algunos detalles, pero en exactamente al mismo ritmo, hecho que sucedió varias veces. Philipp finalmente se rindió, afirmando más tarde, "Incluso a esa edad, tenía una mentalidad individualista".
A finales de 1910, Guiomar realizó su debut oficial con la Orquesta Chatelet, dirigida por Gabriel Pierné. También interpretó obras bajo la dirección de Henry Wood, en Reino Unido e inició una gira por Italia, Suiza y Alemania. Volvió a su Brasil natal con el inicio de la Primera Guerra Mundial e hizo su debut en Estados Unidos en 1915 en el Aeolian Hall de Nueva York. El crítico musical del New York Times Richard Aldricht la apodó "una música por la gracia de Dios". Pitts Sanborn, del Boston Globe la denominó "la joven genio del piano". Apodada "la Paderewska de las Pampas", continuó actuando en Estados Unidos con frecuencia, principalmente en la ciudad de Nueva York. En 1922 contrajo matrimonio con Octavio Pinto, un ingeniero civil que también era pianista y compositor. Continuó su carrera musical hasta la década de 1970. Su última aparición en un concierto tuvo lugar en el Hunter College de Nueva York en 1972. Guiomar Novaes murió en São Paulo (Brasil) en 1979.